# Emmanuel Ebiede
Emmanuel Ebiede (Port Harcourt, Nigeria; 27 de marzo de 1978 – Port Harcourt, Nigeria; 14 de abril de 2023) fue un futbolista nigeriano que jugó en la posición de centrocampista.

## Carrera

### Club
| Periodo   | Club                   |
| --------- | ---------------------- |
| 1994-1995 | Sharks FC              |
| 1995-1997 | SC Eendracht Aalst     |
| 1997–1999 | SC Heerenveen          |
| 1999–2001 | Al-Jazira SC           |
| 2001–2002 | Al-Ain FC              |
| 2002      | Al-Dhafra              |
| 2003–2004 | Al-Wasl FC             |
| 2004–2006 | FC Ashdod              |
| 2006–2007 | Maccabi Petah Tikva FC |
| 2007–2008 | Hapoel Bnei Lod FC     |

### Selección nacional
Jugó para Nigeria en tres ocasiones en 1998.

## Logros
- UAE Pro League (1): 2001-02
- Copa de Clubes Campeones del Golfo (1): 2001